# Ligne de Saint-Girons à Castillon et à Sentein
La ligne de Saint-Girons à Castillon et à Sentein est une ligne de chemin de fer secondaire d'intérêt local, à voie métrique, qui relie la vallée pyrénéenne du Lez au réseau ferré national à Saint-Girons entre 1911 et 1937.

## Historique

### Chronologie
- 1911 : ouverture des 13 km de Saint-Girons à Castillon[1],[2],
- 1912 : ouverture des 3 km de Castillon à Les Bordes-sur-Lez[1],
- 1913 : ouverture des 7 km de Les Bordes-sur-Lez à Sentein[1],
- 1937 : fermeture des 23 km de Saint-Girons à Sentein[1].

### Histoire
En 1866, Saint-Girons est relié au réseau ferré national avec la mise en service de la ligne de Boussens à Saint-Girons. Dès lors, il se pose la question du désenclavement des vallées couserannaises où le développement industriel et minier rend obsolètes les chemins existants.
Une étude pour la réalisation d'un réseau de tramways d'intérêt local, réalisé au début des années 1890, conseille d'attendre l'achèvement des lignes d'intérêt général de Saint-Girons à Oust et de Saint-Girons à Foix avant d'entreprendre la réalisation d'un tramway entre Saint-Girons et Castillon.
Le 6 août 1907, la ligne de Saint-Girons à Castillon, prolongée à Sentein est déclarée d'utilité publique. Elle est particulièrement nécessaire pour transporter les minerais de plomb et de zinc des mines de Sentein et du port d'Orle. Elle a également été appréciée pour desservir en saison la  station thermale de Sentein. 
La construction et l'exploitation de cette ligne sont concédées à la Société anonyme du gaz et de l'électricité de Saint-Girons. 
L'exploitation de la section de Saint-Girons à Castillon débute le 26 août 1911. Deux ans plus tard, le 15 août 1913, l'intégralité de la ligne est ouverte au trafic voyageur.

Photos du tramways entre 1913 et 1920
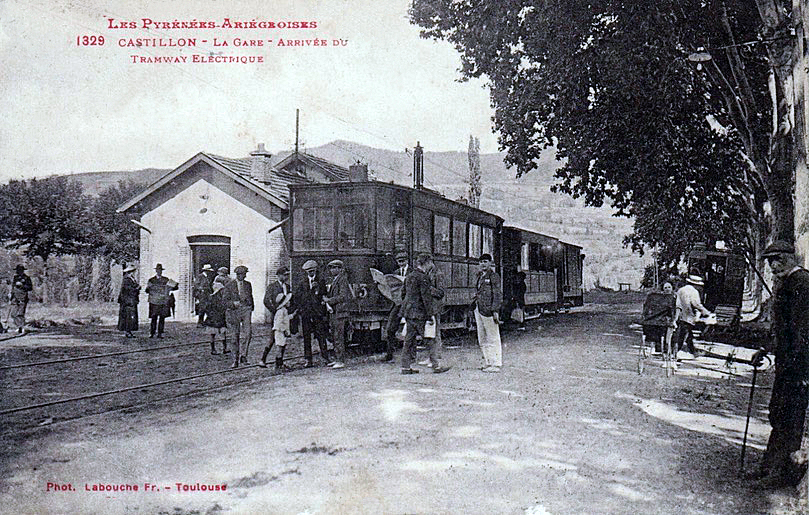
Gare de Castillon.
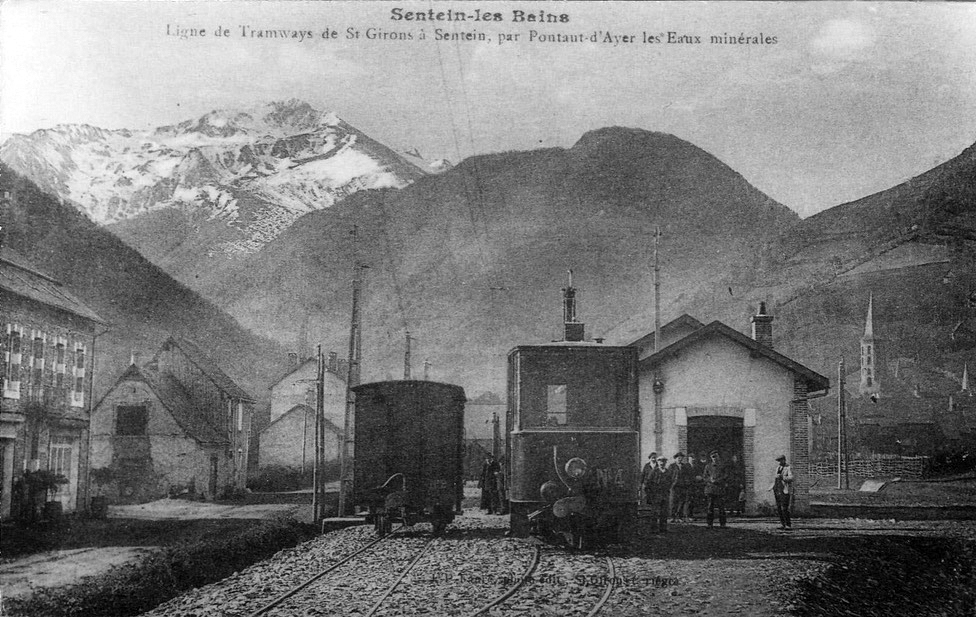
Gare de Sentein.
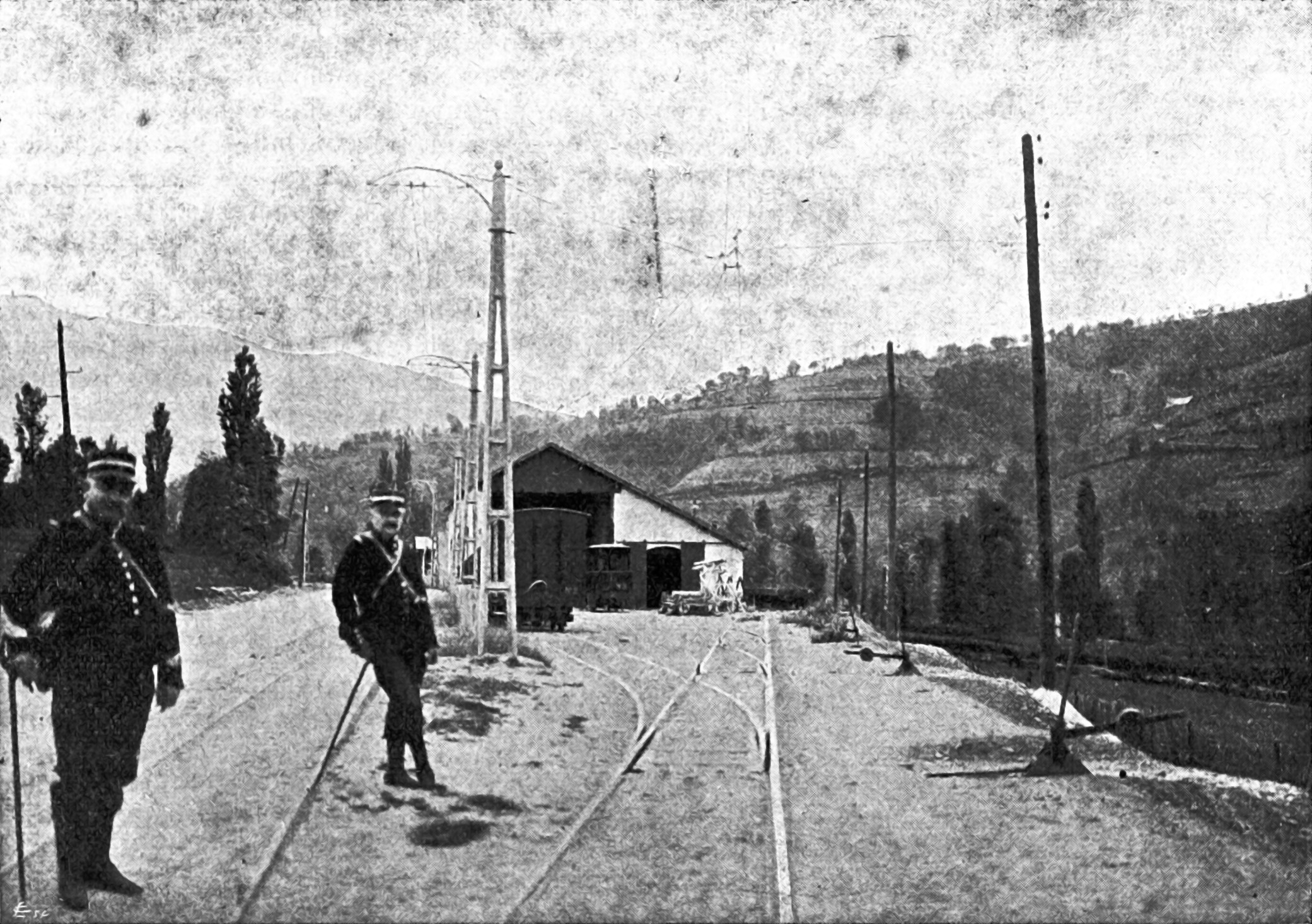
Dépôt d'Arrout.

Pour compléter le réseau de tramways autour de Saint-Girons, un embranchement desservant la vallée de la Bellongue fut envisagé pour relier Saint-Lary à Castillon. 
Avec l'essor du transport routier après la première guerre mondiale, celui-ci ne sera pas réalisé. Puis en 1937 la ligne est abandonnée au profit de la route. Elle est finalement déclassée le 26 mars 1938.

## Caractéristiques
L'alimentation électrique de la ligne est réalisée par la centrale hydroélectrique à Arrout où une dérivation du Lez,  permet d'entraîner des turbines par une chute d'eau de 18,25 m. Le dépôt et les ateliers sont situés sur cette commune (voir photog. ci-dessus).

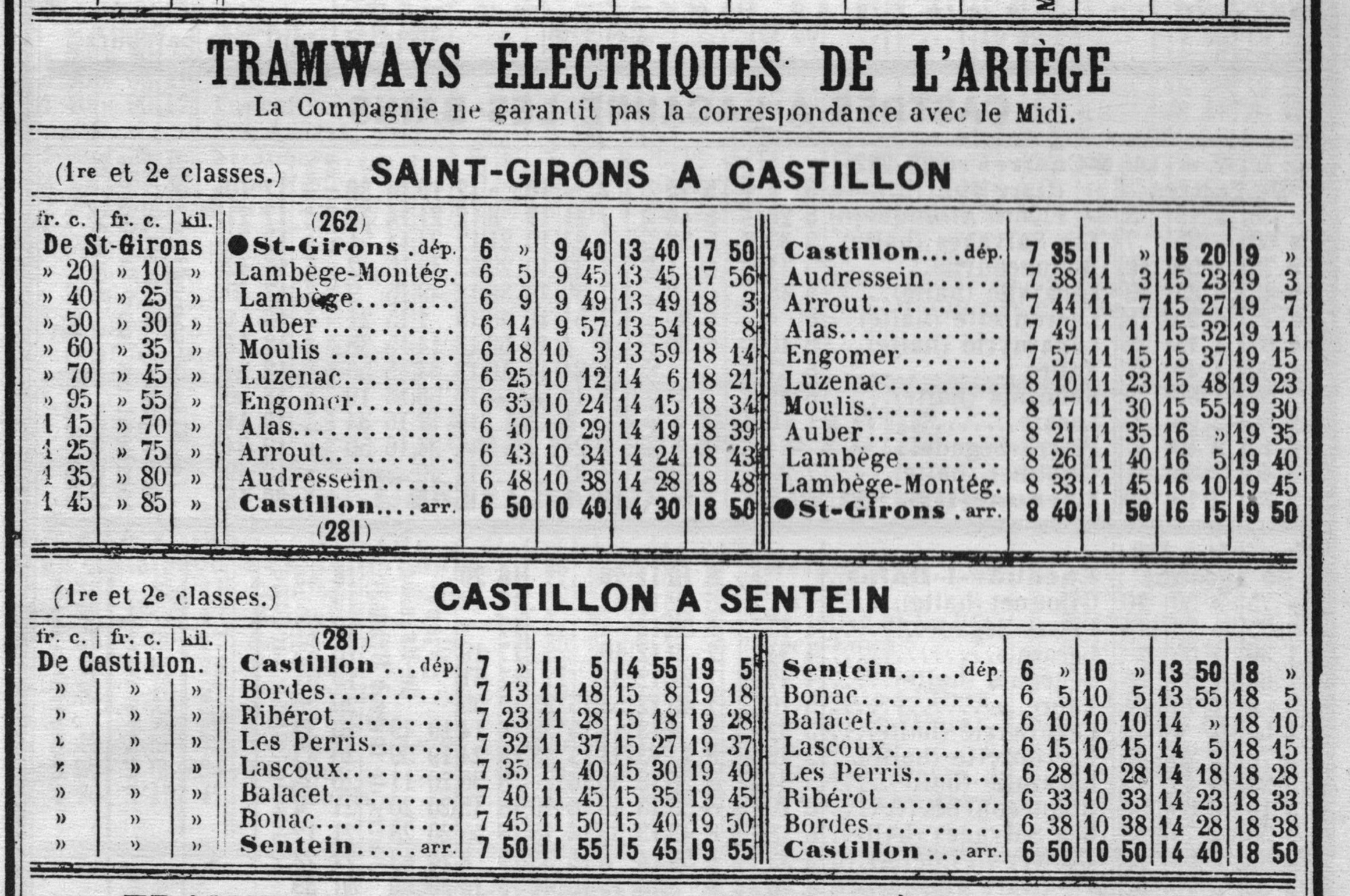
Horaires de la ligne en mai 1914.

## Patrimoine ferroviaire

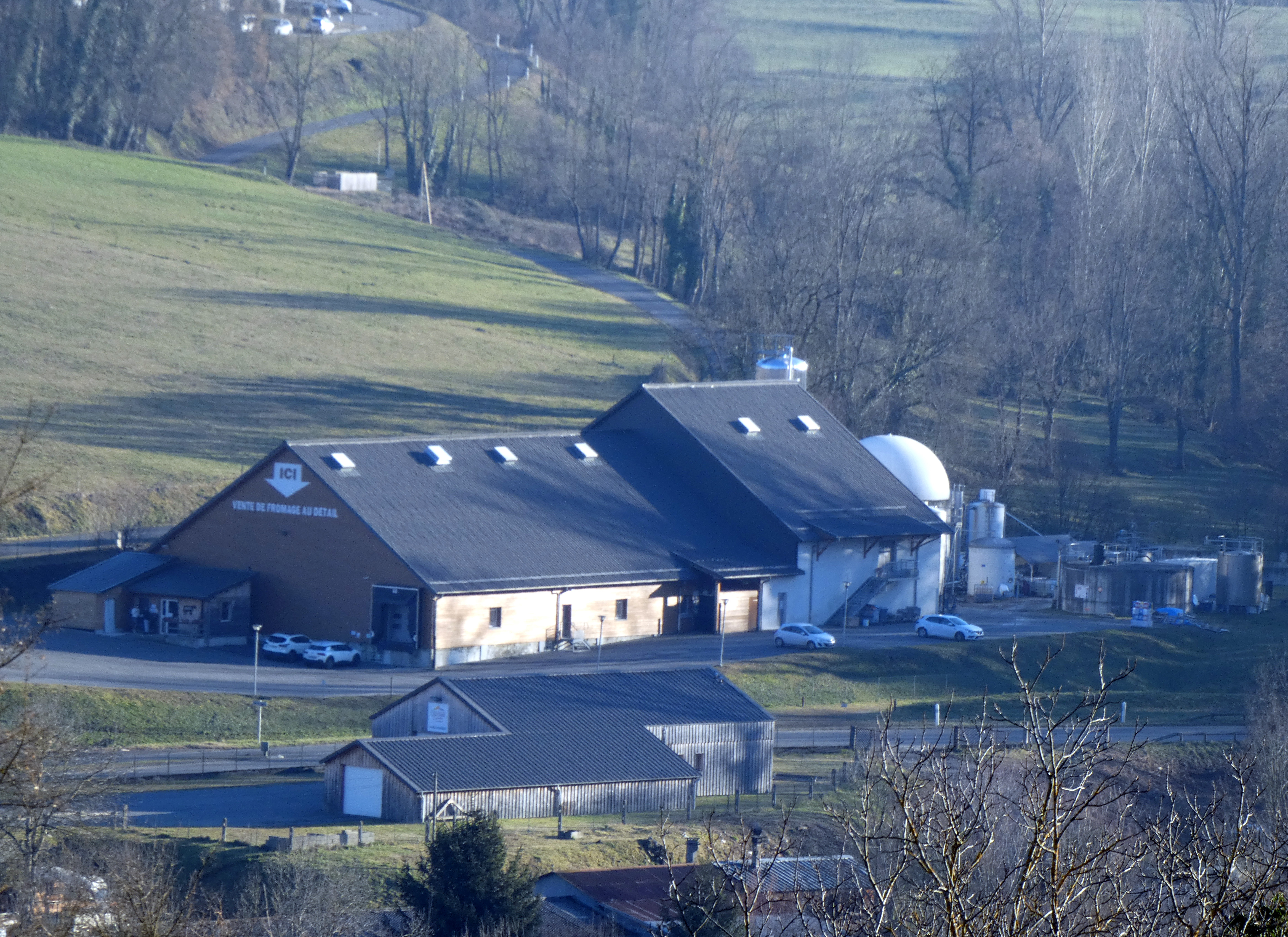
L'ancien atelier à Arrout, ici au premier plan, a été réemployé

Construit selon le même plan, les bâtiments de certaines gares de cette ligne subsistent notamment à Castillon-en Couserans (transformé en syndicat d'initiative), à Bonac-Irazein... ainsi que le bâtiment plus imposant du dépôt d'Arrout utilisé comme entrepôt.

## Transfert routier
Depuis l'arrêt du service ferroviaire, cette liaison, ainsi que l'embranchement de Saint-Lary, est exploité par le service d'autobus départementaux d'Ariège, partie intégrante du réseau liO depuis septembre 2018 dont il constitue la ligne 455.